# Даунс, Робин Аткин
Ро́бин А́ткин Да́унс (англ. Robin Atkin Downes; род. 6 сентября 1976 года, Лондон, Великобритания) — британский актёр кино и озвучивания, известный своими работами в области захвата движения и озвучивания персонажей компьютерных игр.

## Биография
Робин Аткин Даунс родился 6 сентября 1976 года в Лондоне. Он успешно окончил среднюю школу в Великобритании. В США Даунс получил образование и степень магистра изящных искусств в Темпльском университете в Филадельфии.

## Карьера
Даунс занимается исполнением ролей, захватом движения и озвучиванием персонажей компьютерных игр, мультсериалов. Он является одним из самых опытных актёров с обширной и выдающейся карьерой в кино и игровой индустрии. Робин имеет более чем 60 диалектами и ему легко даются акценты.
Он известен озвучиванием персонажей в компьютерных играх, как Принц из Prince of Persia: Warrior Within, Медик из Team Fortress 2, различных персонажей из серии игр Uncharted, Конрад Ротт из Tomb Raider, Роберт из The Last of Us и т. д.
У Даунса есть личный канал на YouTube, на который он выкладывает или транслирует закулисные кадры своей работы и своей личной жизни.

## Личная жизнь
Даунс в супружеских отношениях с американской актрисой Майкл Энн Янг с 6 ноября 2004 года и вместе живут в Лос-Анджелесе. Пара имеет дочь по имени Наташа.

## Фильмография

### Актёрские работы
- 2008 год — Совокупность лжи — корреспондент новостей[11].

## Озвучивание

### Фильмы и сериалы
- 2014-2016	 — Штамм —"Мастер"
- 2016 — Заклятие 2 — голос демона[12]
- 2016 — Бэтмен против Супермена: На заре справедливости — Думсдэй[13]
- 2013 — Охотники на ведьм — Эдвард[14]
- 2012 — Прометей — голос корабельного компьютера[15]
- 2012 — Морской бой — голос футбольного комментатора[16]
- 2008 — Нереальный блокбастер — аварийный вещатель[17]
- 2008 — Знакомство со спартанцами — рассказчик[18]
- 1998 — Вавилон-5: В начале — Моранн[19]
- 1993-1998 — Вавилон-5 — Байрон[20]

### Мультфильмы и мультсериалы
- 2019 — Холодное сердце 2 — Дополнительные голоса[21]
- 2016 — Бен-10 (2016) — Хекс[22]
- 2010 — Мстители: Величайшие герои Земли —Барон Генрих Земо, Мерзость, тюремный надзиратель[23]

### Компьютерные игры
- 2021 — Ratchet & Clank: Rift Apart — Император Нефариус[24]
- 2020 — Twin Mirror — Деклан, Ник[25]
- 2020 — Star Wars: Squadrons — полковник Гральм, дополнительные голоса[26]
- 2019 — Gears 5 — Нильс Сэмсон, оратор, наследник, надзиратель, дополнительные голоса[27]
- 2019 — Kingdom Hearts III — Дейви Джонс, Люксорд[28]
- 2019 — Travis Strikes Again: No More Heroes — Трэвис Тачдаун[29]
- 2018 — Lego DC Super-Villains — Джентльмен-призрак[30]
- 2018 — Conan Exiles — Мек-камос, Архивариус[31]
- 2017 — Batman: The Enemy Within — Эдуард Нигма[32]
- 2017 — For Honor — Гудмундр Брэнсон[33]
- 2016 — Gears of War 4 — Мин Янг Ким[34]
- 2016 — Uncharted 4: A Thief's End — Гектор Алькасар, Толбот, Аток Наварро[35]
- 2015 — Metal Gear Solid V: The Phantom Pain — Казухира Миллер[36]
- 2015 — Mad Max — Deep Friah[37]
- 2015 — Infinite Crisis — Газовый Бэтмен[38]
- 2014 — Game of Thrones — Грегор Форрестер, Дункан Таттл, Андрос[39]
- 2014 — Lego Batman 3: Beyond Gotham — Светлячок, Альфред Пенниуорт[40]
- 2014 — Bound by Flame — Вулкан (мужчина)[41]
- 2014 — Diablo III: Reaper of Souls — Охотник на демонов (мужчина)[42]
- 2014 — Metal Gear Solid V: Ground Zeroes — Казухира Миллер[43]
- 2013 — Lego Marvel Super Heroes — Каратель, Носорог, Арним Зола[44]
- 2013 — Kingdom Hearts HD 1.5 Remix — Люксорд[45]
- 2013 — The Last of Us — Роберт[8]
- 2013 — Marvel Heroes — Дормамму, Лунный рыцарь[46]
- 2013 — God of War: Ascension — Сумасшедший парень[47]
- 2013 — Tomb Raider — Конрад Ротт[7]
- 2012 — Assassin's Creed III — Джордж Вашингтон[48]
- 2012 — Darksiders II — Лич[49]
- 2012 — Diablo III — Охотник на демонов (мужчина)[50]
- 2012 — Resident Evil: Operation Raccoon City — Ди-ай[51]
- 2011 — Uncharted: Golden Abyss — Винсент Перес, наёмники, бандиты[52]
- 2009 — Wolfenstein — Голова Смерти, Директор УСО[53]
- 2009 — Dreamkiller — Ангел ада, спасатель[54]
- 2007 — Pirates of the Caribbean: At World’s End — Дейви Джонс[55]
- 2007 — Team Fortress 2 — Медик, "Второе мнение", "Архимед Бессмертный"[56]
- 2004 — Prince of Persia: Warrior Within — Принц[6]
- 2003 — Star Wars: Knights of the Old Republic — Мекель, Грифф, вулкер-механик[57]